# Vuorelainenite
La vuorelainenite est un minéral du groupe du spinelle trouvé dans un gîte des sulfures de fer métamorphosé, associé au volcanisme felsique sous-marin à Stäta, Doverstorp, Bergslagen, Suède. C'est l'un des deux pôles purs de la série manganochromite-vuorelainenite.
Elle est nommée à l'honneur de Yrjo Vuorelainen (1922-), géologue finlandais.